# Alphonse Hoch

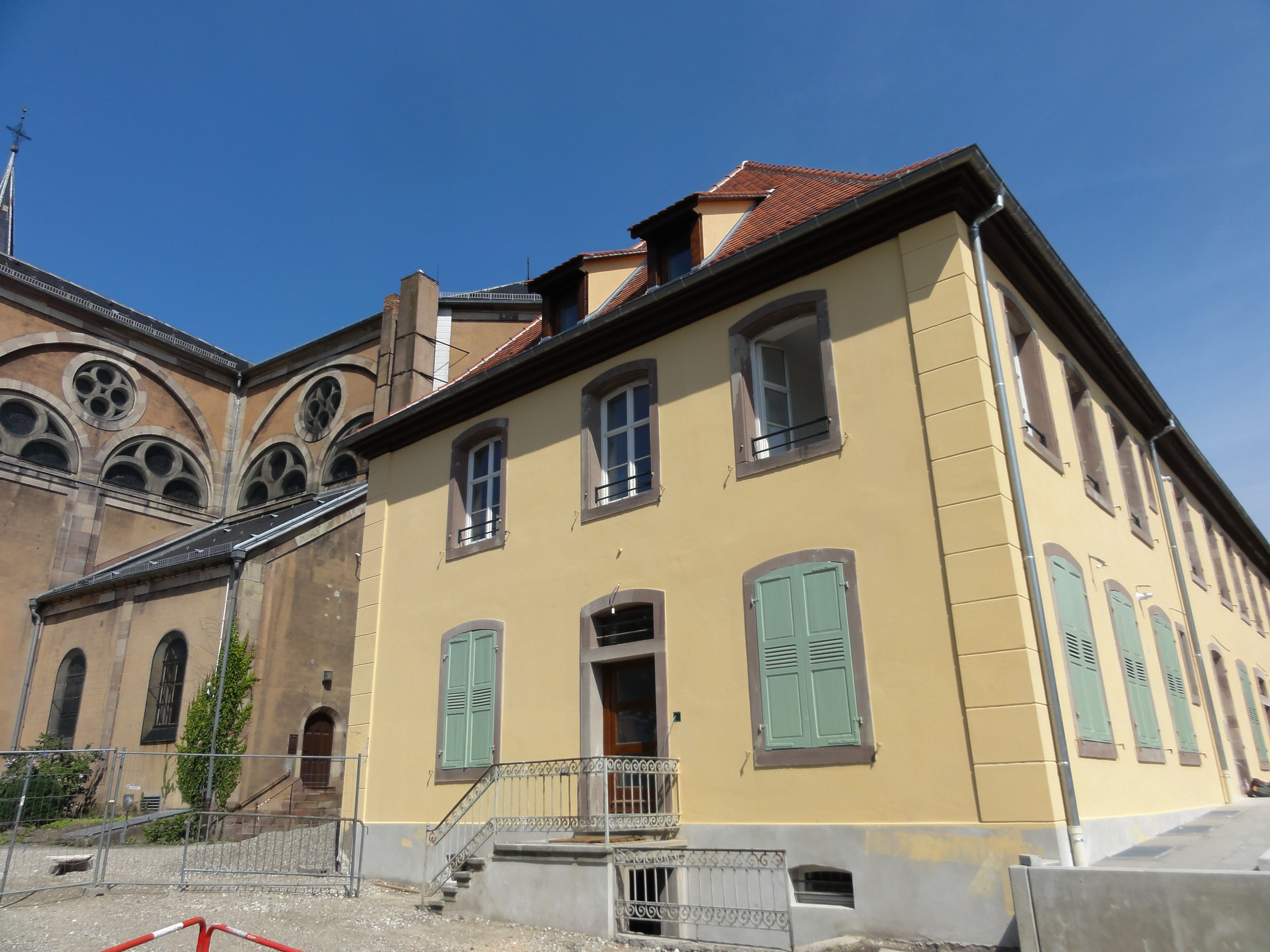
Le presbytère d'Erstein, situé sur la place Alphonse-Hoch.

Pour les articles homonymes, voir Hoch.
Mgr Alphonse Hoch, né le 20 janvier 1900 à Erstein et mort le 12 février 1967 à Strasbourg, est un musicien et ecclésiastique français qui fut maître de chapelle et vicaire de la cathédrale de Strasbourg. Il créa la chorale de la cathédrale et participa à la fondation et à l'animation de Radio-Strasbourg.

## Hommages et distinction
- Officier de la Légion d'honneur (31 juillet 1950)

Une place d'Erstein porte son nom.